# E41号線
E41号線 (E41ごうせん、英: European route E41)は 欧州自動車道路のAクラス幹線道路。
ドイツのドルトムントを基点にスイスのアルトドルフまでを結ぶ。

## 経路
- ドイツ
  - E34号線,E37号線,E331号線 - ドルトムント
  - E40号線,E44号線,E451号線 - ギーセン
  - E42号線 - アシャッフェンブルク
  - E43号線,E45号線 - ヴュルツブルク
  - シュトゥットガルト
- スイス
  - シャフハウゼン
  - E60号線 - ヴィンタートゥール
  - E60号線 - チューリッヒ
  - E35号線 - アルトドルフ